# معركة صرين (مارس–أبريل 2015)
معركة سرين هي عملية عسكرية شنتها وحدات حماية الشعب الكردية وقوات متحالفة في شمال شرق محافظة حلب خلال عام 2015 ضد الدولة الإسلامية في بلدة صرين محاولة السيطرة على البلدة والمنطقة المحيطة بها.

## روابط خارجية
- تحديثات غارات عملية الحل المتأصل
- خراط خط المواجهة للدولة الإسلامية (سوريا) نسخة محفوظة 26 يوليو 2015 على موقع واي باك مشين.